# West Liberty (Ohio)
Pour les articles homonymes, voir West Liberty.
West Liberty est un village américain situé dans le comté de Logan, dans l'Ohio. Selon le recensement de 2010, sa population est de 1 805 habitants.